# Rivière Tapani
Pour les articles homonymes, voir Tapani.
La rivière Tapini est un cours d'eau qui coule dans les municipalités de Sainte-Anne-du-Lac et de Mont-Saint-Michel, dans la municipalité régionale de comté (MRC) de Antoine-Labelle, dans la région administrative des Laurentides, au Québec, au Canada.

## Géographie
La rivière Tapani prend sa source du lac Tapani dont l'embouchure est situé à 11,2 km au nord du village de Mont-Saint-Michel, à 30 km à l'est du Réservoir Baskatong et à 40,6 km au nord du centre-ville de Mont-Laurier.
Le lac Tapani couvre une superficie de 7 km2. Son embouchure au sud, à la hauteur du village de Notre-Dame-du-Lac se déverse dans la rivière Tapani. En descendant vers le sud sur une dizaine de kilomètres, ce cours d'eau forme par segment plusieurs serpentins. La rivière traverse des zones agricoles, forestières et plusieurs marais (notamment à l'est et ausis à l'ouest) avant de se déverser dans la rivière du Lièvre, à 4,0 km en amont du pont du village de Mont-Saint-Michel.
La route 309 est plus ou moins en parallèle à la rivière Tapani, du côté ouest.

## Toponymie
Cette hydronyme est d'origine amérindienne de la nation algonquine. Ce terme signifie cresson.
Le toponyme rivière Tapani a été officialisé le 5 décembre 1968 à la Banque des noms de lieux de la Commission de toponymie du Québec.